# Franz Schmidt
 For alternative betydninger, se Franz Schmidt (bøddel).
Franz Schmidt (22. december 1874 – 11. februar 1939) var en østrigsk komponist, pianist og cellist.
Schmidt komponerede i senromantisk stil, folkeligt inspirerede orkester-, orgel- og klaverværker, kammermusik samt to operaer og et oratorium. Af hans musik spilles i dag stort set kun et intermezzo fra operaen Notre Dame og hans fjerde og sidste symfoni, som hører til en af det 20. århundredes vigtige symfonier.

## Udvalgte værker
- Symfoni nr. 1 (i E-dur) (1896–1899) - for orkester
- Symfoni nr. 2 (i Es-dur) (1911–1913) - for orkester
- Symfoni nr. 3 (i A-dur)  (1927–1928) - for orkester
- Symfoni nr. 4 (i C-dur) (1932–1933) - for orkester